# О-Клер (Пенсільванія)
О-Клер (англ. Eau Claire) — місто (англ. borough) в США, в окрузі Батлер штату Пенсільванія. Населення — 307 осіб (2020).

## Географія
О-Клер розташований за координатами 41°8′13″ пн. ш. 79°47′55″ зх. д. / 41.13694° пн. ш. 79.79861° зх. д. (41.136824, -79.798531).  За даними Бюро перепису населення США в 2010 році місто мало площу 3,30 км², уся площа — суходіл.

## Демографія
Згідно з переписом 2010 року, у селищі мешкало 316 осіб у 134 домогосподарствах у складі 87 родин. Густота населення становила 96 осіб/км².  Було 146 помешкань (44/км²).
Расовий склад населення:
| - 99,4 % — білих - 0,3 % — чорних або афроамериканців |

До двох чи більше рас належало 0,3 %. Частка іспаномовних становила 0,0 % від усіх жителів.
За віковим діапазоном населення розподілялося таким чином: 22,8 % — особи молодші 18 років, 61,1 % — особи у віці 18—64 років, 16,1 % — особи у віці 65 років та старші. Медіана віку мешканця становила 38,2 року. На 100 осіб жіночої статі у селищі припадало 87,0 чоловіків;  на 100 жінок у віці від 18 років та старших — 87,7 чоловіків також старших 18 років.
Середній дохід на одне домашнє господарство  становив 47 889 доларів США (медіана — 43 333), а середній дохід на одну сім'ю — 56 892 долари (медіана — 55 625). За межею бідності перебувало 21,4 % осіб, у тому числі 23,9 % дітей у віці до 18 років та 7,6 % осіб у віці 65 років та старших.
Цивільне працевлаштоване населення становило 137 осіб. Основні галузі зайнятості: освіта, охорона здоров'я та соціальна допомога — 22,6 %, виробництво — 19,0 %, публічна адміністрація — 16,8 %.